# Infecție a tractului respirator superior
O infecție a tractului respirator superior (ITRS) este o boală cauzată de o infecție acută, care implică tractul respirator superior, inclusiv nasul, sinusurile, faringele, laringele sau traheea. Aceasta includ de obicei obstrucția nazală, durerea în gât, amigdalita, faringita, laringita, sinuzita, otita medie și răceala comună. Majoritatea infecțiilor sunt de natură virală, dar în unele cazuri, boala este de etiologie bacteriană.  ITRS pot fi, de asemenea, de origine fungică sau helmintică, dar acestea sunt mai puțin frecvente. 
În 2015, se estimează că au existat 17,2 miliarde de cazuri de ITRS.  În 2014, au provocat aproximativ 3.000 de decese, în scădere de la 4.000 în 1990. 